# دير مار يوحنا (أريحا)
دير مار يوحنا أو دير القديس يوحنا المعمداني وهو تابع للطائفة الأرثذوكسية ويقع بالقرب من مدينة أريحا ويقع بالقرب من عدة أديرة منها دير قرنطل (أو جبل أربعين) الذي تأسس على يد الأرشمندريت أفراميوس سنة 1892 وهذا المكان قديم منذ زمن السيد المسيح، وقد جدد عدة مرات، وأول من فكر في المحافظة على قدسيته الملكة هيلانة، حيث أقامت عليه تشييداً قديماً منذ عام 325 .